# Abadam
Pour les articles homonymes, voir Abadam (homonymie).
Abadam est une zone d'administration locale de l'État de Borno, au Nigeria dont le siège se est situé dans la ville de Malumfatori.

## Géographie
La ville est coupée en deux à la frontière avec le Niger.

## Histoire

### Attaque de 2015
Le 17 février 2015, une attaque aérienne contre Boko Haram provoque la mort de 36 civils. À la suite de cette bavure, trois jours de deuil national ont été décrétés dans le pays.
Les armées du Niger et du Tchad, actuellement mobilisées à la frontière nigéro-nigériane pour lutter contre le groupe islamiste armé nigérian Boko Haram, "excluent toute responsabilité" dans le largage de la bombe. Selon un officier du Niger joint par J.A., aucun avion nigérien n’a décollé mardi, jour du bombardement. « On enquête. Les Nigérians et les Tchadiens aussi", poursuit la source qui estime qu’il "est quasiment impossible de reconnaître les couleurs d’un avion de chasse depuis le sol ».

## Administration
Le code postal de la région est 602[réf. nécessaire].